# Clint Robinson (baseball)
Pour les articles homonymes, voir Clint Robinson (baseball) et Robinson.
Clinton Michael Robinson (né le 16 février 1985 à Jefferson City, Missouri, États-Unis) est un joueur de premier but des Nationals de Washington de la Ligue majeure de baseball.

## Carrière
Joueur des Trojans de l'université Troy en Alabama, Clint Robinson est repêché par les Royals de Kansas City au 25e tour de sélection en 2007. Il connaît une progression constante dans les ligues mineures, graduant d'un niveau chaque année de 2007 à 2011. En 2010 dans le Double-A avec Northern Arkansas, il gagne la triple couronne des frappeurs, menant la Ligue du Texas pour les circuits (29), les points produits (98) et la moyenne au bâton (,335). En 2011 avec Omaha dans le Triple-A, il maintient une moyenne de ,326 avec 23 circuits et 100 points produits.
Robinson fait ses débuts dans le baseball majeur à l'âge de 27 ans avec les Royals de Kansas City le 8 juin 2012. Il obtient quatre passage au bâton en quatre matchs pour Kansas City, chaque fois comme frappeur suppléant et sans obtenir de coup sûr.
Le 28 novembre 2012, les Royals échangent Robinson  et le lanceur droitier Vin Mazzaro aux Pirates de Pittsburgh contre les jeunes lanceurs Luis Rico et Luis Santos. Il passe aux Blue Jays de Toronto via le ballottage le 29 mars 2013. Il passe la saison 2013 dans les ligues mineures avec des clubs affiliés aux Jays, avant de jouer 9 matchs pour les Dodgers de Los Angeles en 2014, puis de rejoindre les Nationals de Washington en 2015.